# The Cheviot Hills
The Cheviot Hills är ett antal platåer som utgör gränsen mellan Scottish Borders och Northumberland, och som därmed markerar den geografiska gränsen mellan England och Skottland, i den centrala delen av landet, 500 km norr om huvudstaden London.
The Cheviot Hills sträcker sig 45 km i sydvästlig-nordostlig riktning. Den högsta toppen är The Cheviot, 815 meter över havet.
Topografiskt ingår följande toppar i The Cheviot Hills:
- Carter Fell
- Cushat Law
- Hedgehope Hill
- Hungry Law
- Peel Fell
- The Cheviot
- Windy Gyle.